# Eupogonius pauper
Eupogonius pauper là một loài bọ cánh cứng trong họ Cerambycidae.